# Аннулены
Аннулены (от лат. anellus — колечко) — моноциклические углеводороды без боковых цепей в углеродном скелете, содержащие максимально возможное число некумулированных двойных связей общей формулы CnHn (при чётном n) или CnHn+1 (при нечётном n). В систематической номенклатуре аннулены с семью и выше углеродными атомами именуются как [n]аннулены, например, [9]аннулен - циклонона-1,3,5,7-тетраен. 
Ранее аннуленами именовались только аннулены с чётным числом атомов углерода с системой сопряжённых двойных связей с общей формулой (СН)2m.

## Название
При наименовании конкретного аннулена в квадратных скобках цифрой обозначают число атомов углерода. входящих в состав молекулы. Например, циклооктадеканонаен, имеющий в своем составе 18 атомов углерода называется [18]аннулен. Низшие аннулены, как правило, называют по номенклатуре ИЮПАК, или используя тривиальные названия, например бензол.

## Ароматичность аннуленов
Все аннулены c чётным числом атомов углерода можно разделить на две группы в зависимости от значения m в общей формуле (СН)2m:
- аннулены с нечётным значением;
- аннулены с чётным значением.

Если m — нечётное, то такой аннулен характеризуется количеством π-электронов, равным 4n+2. К тому же, если такая молекула имеет плоское строение, то по правилу Хюккеля она будет обладать ароматическими свойствами.  Если m — чётное, то количество π-электронов равно 4n, причем, если такая молекула имеет плоское строение, то она будет обладать антиароматическими свойствами. Если же аннулен неплоский (например, [10]аннулен, [14]аннулен) — он будет неароматическим.
При нечётном n в аннуленах CnHn+1 отсутствует полностью сопряжённая система двойных связей и они не могут быть ароматичными, однако карбокатионы и карбанионы, образованные формальным отщеплением водорода от метиленовой группы таких аннуленов с n = 5 - циклопентадиенил-анион и n = 7, тропилий-катион обладают шестиэлектронной π-системой и являются ароматичными.
|                        |                 |
| Циклопентадиенил-анион | Тропилий-катион |

Также было доказано, что наибольшая разница между [4n+2]аннуленами и [4n]аннуленами наблюдается при малых значениях n и с ростом его величины стабилизация ароматических аннуленов снижается.

## Некоторые представители

Циклобутадиен ([4]аннулен)
Бензол ([6]аннулен)
Циклооктатетраен ([8]аннулен)
Циклотетрадекагептаен ([14]аннулен)
Циклооктадеканонаен ([18]аннулен)